# 色雷斯保加利亚人

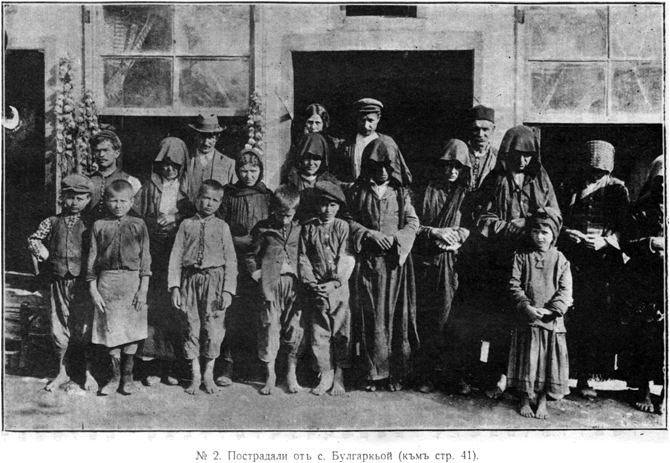
1913年被奧斯曼帝國驅逐，來自東色雷斯的保加利亞難民

色雷斯保加利亚人 （保加利亚语：Тракийски българи ）是保加利亞人的一个分支，歷史上主要在整個色雷斯定居。
直到二十世纪初，整个色雷斯境內還有不少色雷斯保加利亞人。受先知以利亚日起义以及第二次巴尔干战争的影響，奧斯曼帝國當局開始清洗东色雷斯的保加利亚人，这些人被驱逐出東色雷斯。此後只有一些皈依伊斯兰教的色雷斯保加利亚人留在东色雷斯。第一次世界大战后，保加利亚的西色雷斯被割让给希腊。西色雷斯的保加利亚人全部被驱逐到保加利亚控制下的北色雷斯。現今色雷斯保加利亚人主要在北色雷斯定居，但也有一部分人在保加利亚其他地方散居。